# Euphorbia dubovikii
Euphorbia dubovikii är en törelväxtart som beskrevs av Robertus Cornelis Hilarius Maria Oudejans. Euphorbia dubovikii ingår i släktet törlar, och familjen törelväxter. Inga underarter finns listade i Catalogue of Life.